# 野田通
野田通（のだどおり）は、兵庫県神戸市垂水区の町名。郵便番号は655-0015。

## 地理
垂水区南部の西垂水地区（旧西垂水村）に位置する。東は川原、北は大町、南は馬場通、西は高丸に接する。

## 交通

### バス
- 山陽バス
- 神戸市バス

## 施設
- 神戸市消防局垂水消防署高丸出張所